# REXX
REXX (REstructured eXtended eXecutor) é uma linguagem de programação interpretada criada por en:Mike Cowlishaw (IBM) em 1979. Nas palavras de seu criador, REXX é uma linguagem de programação que foi desenvolvida para os usuários e não para a  conveniência dos implementadores — aqueles que implementam compiladores e interpretadores.
É uma linguagem estruturada de alto nível para ambiente de multi-plataforma, implementada através de versões comerciais ou livres desde desktops até em mainframes.